# Stefan Badowski
Stefan Franciszek Badowski (ur. 4 lub 7 października 1909, zm. 1 stycznia 1989 r.) – polski Sprawiedliwy wśród Narodów Świata

## Życiorys
Stefan Franciszek Badowski mieszkał przed wojną w Warszawie, gdzie pracował razem z Heleną Wolman w teatrze lalek Baj. W czasie okupacji niemieckiej Badowski pracował w urzędzie prezydenta Warszawy i dzięki fałszywym dokumentom, jakie udało mu się uzyskać dla Wolman i jej dziesięcioletniej córki Alicji, oboje mogli pozostać po aryjskiej stronie miasta po utworzeniu getta warszawskiego. Badowski wynajął dla nich mieszkanie na Żoliborzu i wprowadził się do mieszkania jako podnajemca, aby dbać o ich bezpieczeństwo. W grudniu 1940 r. doprowadził do uwolnienia z więzienia siostry Heleny Wolman, Ireny Kerth, od 9 miesięcy więzionej przez Niemców za brak opaski na ramieniu. Dzięki uzyskanej przepustce, Badowski mógł wchodzić na teren getta i przekazywać umieszczonej tam Kerth żywność. Badowski przemycił dla Kerth dokumenty niezbędne dla niej do wyjścia z getta. We wrześniu 1943 r. mieszkanie Badowskiego zostało przeszukane przez KRIPO, ze skutkiem aresztowania Wolman i jej córki. Dzięki przedstawieniu się jako siostra Badowskiego, Kerth nie została aresztowana. Dzięki koneksjom Badowskiego i uzbieranym funduszom, udało mu się uwolnić Wolman i jej córkę z więzienia po 3 dniach. Zachowując szczególną ostrożność, Badowski oraz Wolman nie wrócili do mieszkania na Żoliborzu. Zamiast tego, dzięki staraniom Badowskiego, Wolman została umieszczona w mieszkaniu znajomego, a jej córka została zapisana do internatu dla polskich dzieci. Wolman wraz z siostrą i córką zostały ostatecznie wyzwolone przez Armię Czerwoną i pozostały w Warszawie.
6 grudnia 1984 r. Jad Waszem uznał Stefana Franciszka Badowskiego i Marię Wardas za Sprawiedliwych wśród Narodów Świata.